# Kodanavalli, Sagar
Kodanavalli là một làng thuộc tehsil Sagar, huyện Shimoga, bang Karnataka, Ấn Độ.